# Cuchillo de trinchera

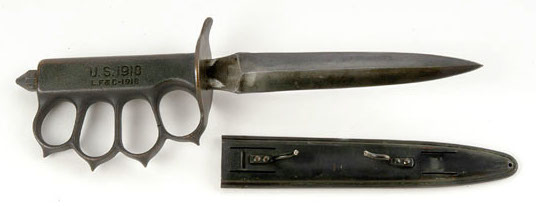
Cuchillo de trinchera junto a su funda.

Un cuchillo de trinchera es un tipo de cuchillo de combate, diseñado especialmente para atacar al enemigo en trincheras u otras áreas confinadas o reducidas utilizado especialmente en la Primera Guerra Mundial, la cual se caracterizó por ser una guerra de trincheras.
La característica más distintiva de estos cuchillos es el generalmente poseer una manopla o puño americano en la empuñadura (no todos los modelos), convirtiéndola en una eficaz arma cuerpo a cuerpo con la capacidad de ser utilizadas tanto como un arma contusa y cortopunzante.
Fueron diseñados para hacer más efectivo un combate dentro de un espacio reducido como lo es una trinchera. Inicialmente, los cuchillos de trinchera eran bayonetas modificadas a mano por los propios soldados o por herreros locales, creados para facilitar los enfrentamientos cuerpo a cuerpo en espacios confinados, así como el asesinato silencioso de oponentes. La excepción fueron los Nahkampfmesser (cuchillo de combate cercano) alemanes, los cuales fueron fabricados industrialmente para dotar a las fuerzas militares alemanas de elementos de combate cuerpo a cuerpo.